# Liste des circonscriptions parlementaires de Gwent
Le Comté préservé de Gwent
est divisé en huit circonscription parlementaires,
Dont l'un est partagé avec Mid Glamorgan.
Ils sont tous County constituencies.

## Westminster frontières
| Circonscription | Circonscription frontières               |
| --- | ---------------------------------------- |
| 1. Blaenau Gwent CC 2. Caerphilly CC 3. Islwyn CC 4. Merthyr Tydfil and Rhymney CC (part) 5. Monmouth CC 6. Newport East CC 7. Newport West CC 8. Torfaen CC | Circonscriptions parlementaires de Gwent |

Les limites actuelles sont utilisées depuis l'élection de l'Assemblée galloise de 2007 et l'Élections générales de 2010. Il y a eu seulement des changements de limites mineures par rapport au schéma précédent et les circonscriptions précédentes avaient les mêmes noms.

## Changement proposé en 2016
En tant que membre de Sixth Periodic Review of Westminster constituencies, la Commission de délimitation pour le pays de Galles a proposé des changements à presque toutes les circonscriptions actuelles de Welsh Westminster, en donnant à certaines d'entre elles des noms de langue galloise.
- Monmouthshire
- Newport
- Torfaen
- Blaenau Gwent
- Merthyr Tydfil and Rhymney
- Caerphilly

## Représentation historique par parti

### 1885 à 1918
| Circonscription     | 1885       | 1886       | 1892       | 1895     | 1900     | 01       | 04       | 1906     | janvier 1910 | décembre 1910 | 17      |
| ------------------- | ---------- | ---------- | ---------- | -------- | -------- | -------- | -------- | -------- | ------------ | ------------- | ------- |
| Monmouth Boroughs   | Carbutt    | Elliot     | Spicer     | Spicer   | Harris   | Lawrence | Lawrence | Haslam   | Haslam       | Haslam        | Haslam  |
| Monmouthshire North | Price      | Price      | Price      | McKenna  | McKenna  | McKenna  | McKenna  | McKenna  | McKenna      | McKenna       | McKenna |
| Monmouthshire South | Morgan     | Morgan     | Morgan     | Morgan   | Morgan   | Morgan   | Morgan   | Herbert  | Herbert      | Herbert       | Thomas  |
| Monmouthshire West  | Warmington | Warmington | Warmington | Harcourt | Harcourt | Harcourt | Richards | Richards | ➜            | ➜             | ➜       |

### 1918 à 1950
| Circonscription         | 1918             | 20               | 22               | 1922             | 1923             | 1924             | 1929             | 1931             | 34        | 1935    | 39      | 45      | 1945    | 45           | 46           | 1950         | 50           | 1951         | 1955         | 56           | 58           | 1959         | 60           | 1964         | 65           | 1966        | 1970    | Fev 74  | Oct 74  | 1979    | 81      |
| ----------------------- | ---------------- | ---------------- | ---------------- | ---------------- | ---------------- | ---------------- | ---------------- | ---------------- | --------- | ------- | ------- | ------- | ------- | ------------ | ------------ | ------------ | ------------ | ------------ | ------------ | ------------ | ------------ | ------------ | ------------ | ------------ | ------------ | ----------- | ------- | ------- | ------- | ------- | ------- |
| Abertillery             | Brace            | Barker           | Barker           | Barker           | Barker           | Barker           | Daggar           | Daggar           | Daggar    | Daggar  | Daggar  | Daggar  | Daggar  | Daggar       | Daggar       | Daggar       | L. Williams  | L. Williams  | L. Williams  | L. Williams  | L. Williams  | L. Williams  | L. Williams  | L. Williams  | A. Williams  | A. Williams | Thomas  | Thomas  | Thomas  | Thomas  | ➜       |
| Bedwellty               | Edwards          | Edwards          | Edwards          | Edwards          | Edwards          | Edwards          | Edwards          | Edwards          | Edwards   | Edwards | Edwards | Edwards | Edwards | Edwards      | Edwards      | Finch        | Finch        | Finch        | Finch        | Finch        | Finch        | Finch        | Finch        | Finch        | Finch        | Finch       | Kinnock | Kinnock | Kinnock | Kinnock | Kinnock |
| Ebbw Vale               | Richards         | Davies           | Davies           | Davies           | Davies           | Davies           | Bevan            | Bevan            | Bevan     | Bevan   | Bevan   | Bevan   | Bevan   | Bevan        | Bevan        | Bevan        | Bevan        | Bevan        | Bevan        | Bevan        | Bevan        | Bevan        | Foot         | Foot         | Foot         | Foot        | Foot    | Foot    | Foot    | Foot    | Foot    |
| Monmouth                | Forestier-Walker | Forestier-Walker | Forestier-Walker | Forestier-Walker | Forestier-Walker | Forestier-Walker | Forestier-Walker | Forestier-Walker | Herbert   | Herbert | Pym     | Pym     | Pym     | Thorneycroft | Thorneycroft | Thorneycroft | Thorneycroft | Thorneycroft | Thorneycroft | Thorneycroft | Thorneycroft | Thorneycroft | Thorneycroft | Thorneycroft | Thorneycroft | Anderson    | Thomas  | Thomas  | Thomas  | Thomas  | Thomas  |
| Newport (Monmouthshire) | Haslam           | Haslam           | Clarry           | Clarry           | Clarry           | Clarry           | Walker           | Clarry           | Clarry    | Clarry  | Clarry  | Bell    | Freeman | Freeman      | Freeman      | Freeman      | Freeman      | Freeman      | Freeman      | Soskice      | Soskice      | Soskice      | Soskice      | Soskice      | Soskice      | Hughes      | Hughes  | Hughes  | Hughes  | Hughes  | Hughes  |
| Pontypool               | Griffiths        | Griffiths        | Griffiths        | Griffiths        | Griffiths        | Griffiths        | Griffiths        | Griffiths        | Griffiths | Jenkins | Jenkins | Jenkins | Jenkins | Jenkins      | West         | West         | West         | West         | West         | West         | Abse         | Abse         | Abse         | Abse         | Abse         | Abse        | Abse    | Abse    | Abse    | Abse    | Abse    |

### 1983 à aujourd’hui
| Circonscription | 1983     | 1987    | 91      | 1992     | 95       | 1997     | 2001     | 2005   | 06     | 2010     | 2015           |
| --------------- | -------- | ------- | ------- | -------- | -------- | -------- | -------- | ------ | ------ | -------- | -------------- |
| Blaenau Gwent   | Foot     | Foot    | Foot    | L. Smith | L. Smith | L. Smith | L. Smith | Law    | Davies | N. Smith | N. Smith       |
| Caerphilly      | Davies   | Davies  | Davies  | Davies   | Davies   | Davies   | David    | David  | David  | David    | David          |
| Islwyn          | Kinnock  | Kinnock | Kinnock | Kinnock  | Touhig   | Touhig   | Touhig   | Touhig | Touhig | Evans    | Evans          |
| Monmouth        | Thomas   | Thomas  | Edwards | Evans    | Evans    | Edwards  | Edwards  | Davies | Davies | Davies   | Davies         |
| Newport East    | Hughes   | Hughes  | Hughes  | Hughes   | Hughes   | Howarth  | Howarth  | Morden | Morden | Morden   | Morden         |
| Newport West    | Robinson | Flynn   | Flynn   | Flynn    | Flynn    | Flynn    | Flynn    | Flynn  | Flynn  | Flynn    | Flynn          |
| Torfaen         | Abse     | Murphy  | Murphy  | Murphy   | Murphy   | Murphy   | Murphy   | Murphy | Murphy | Murphy   | Thomas-Symonds |